# Trolejbusová doprava ve Vysokých Tatrách

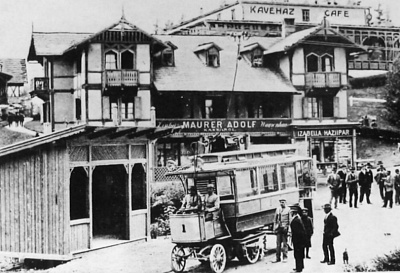
Trolejbus ve Starém Smokovci v roce 1905

Trolejbusová doprava ve Vysokých Tatrách existovala mezi lety 1904 a 1906.

## Historie
Právě na začátku 20. století se začaly Vysoké Tatry turisticky rozvíjet, omezením se ale stala neexistence veřejné dopravy. První tatranský hromadný dopravní prostředek byl vlak který začal na trati Studený Potok – Tatranská Lomnica jezdit od roku 1895. Od roku 1898 se k němu připojila parní ozubnicová železnice Štrba – Štrbské Pleso.
„Srdce Tater“ Starý Smokovec bylo ale od dopravy stále odříznuto. S tím se ale nesmířili podnikatelé Viliam Krieger a Vincent Matejka, kteří 2. srpna 1904 spustili trolejbusový provoz (tehdy pod názvem „elektrobus“) na lince Poprad – Veľký Slavkov – Starý Smokovec. Trať měřila 13,8 km a její součástí byla jediná měnírna ve Starém Smokovci, kterou napájel vodní elektrický mlýn v obci Veľká. V té době se jednalo o unikát, neboť vůbec první trolejbusová trať pro pravidelnou dopravu na světě (nepočítaje zkušební úseky) byla zprovozněna jen o 4 roky dříve. Trať, vedená náročným terénem, se příliš neosvědčila hlavně za špatného počasí v prudkém stoupání u Dolního Smokovce. Dalším problémem byla příliš úzká trať, pokud se trolejbus vyhýbal protijedoucímu širokému fiakru. Vyskytlo se proto několik kolizí s povozy taženými koňmi. V roce 1905 vykonali inspektoři revizi a konstatovali, že jsou trolejbusy i po kolizích provozuschopné. Ale v srpnu 1906 byl trolejbusový provoz náhle ukončen. Později vyšlo najevo, že z důvodu, že koně rakouské arcikněžny Izabely byli na trolejbus „alergičtí“ a při jednom takovém střetnutí s elektrickou „mašinou“ se splašili a kočár se i s Její Výsostí převrátil do příkopu.

## Vozový park
Po celou dobu provozu (2 roky) sloužily 3 trolejbusy typu Daimler-Stoll, které mohly přepravit až 20 osob.

## Současnost
Protože se trolejbusy neosvědčily, byl v roce 1906 schválen projekt stejných podnikatelů na výstavbu železniční tratě o rozchodu 1000 mm v trase Poprad – Starý Smokovec. Se stavbou se začalo na konci roku 1907 a v roce 1908 byl zahájen provoz „úzkokolejky“. Dnes je v Tatrách v provozu kromě normálněrozchodné trati do Tatranské Lomnice také tato úzkorozchodná dráha, která byla prodloužena na Štrbské pleso s odbočkou do Tatranské Lomnice.